# Manon Apithy-Brunet
Manon Apithy-Brunet (nacida Manon Brunet, Lyon, 7 de febrero de 1996) es una deportista francesa que compite en esgrima, especialista en la modalidad de sable. Está casada con el esgrimista Boladé Apithy.
Participó en tres Juegos Olímpicos de Verano, obteniendo tres medallas, dos en Tokio 2020, plata en la prueba por equipos (junto con Sara Balzer, Cécilia Berder y Charlotte Lembach) y bronce en la prueba individual, y una de oro en París 2024, en la prueba individual, además de un cuarto lugar en Río de Janeiro 2016, en la prueba individual.
Ganó cinco medallas en el Campeonato Mundial de Esgrima entre los años 2014 y 2023, y nueve medallas en el Campeonato Europeo de Esgrima entre los años 2014 y 2024.
En los Juegos Europeos de Cracovia 2023 consiguió una medalla de oro en la prueba por equipos.

## Palmarés internacional
| Juegos Olímpicos   | Juegos Olímpicos      | Juegos Olímpicos  | Juegos Olímpicos  |
| Año                | Lugar                 | Medalla           | Prueba            |
| ------------------ | --------------------- | ----------------- | ----------------- |
| 2020               | Tokio (Japón)         | Medalla de plata  | Sable por equipos |
| 2020               | Tokio (Japón)         | Medalla de bronce | Sable individual  |
| 2024               | París (Francia)       | Medalla de oro    | Sable individual  |
| Campeonato Mundial |                       |                   |                   |
| Año                | Lugar                 | Medalla           | Prueba            |
| 2014               | Kazán (Rusia)         | Medalla de plata  | Sable por equipos |
| 2017               | Leipzig (Alemania)    | Medalla de bronce | Sable por equipos |
| 2018               | Wuxi (China)          | Medalla de oro    | Sable por equipos |
| 2019               | Budapest (Hungría)    | Medalla de plata  | Sable por equipos |
| 2023               | Milán (Italia)        | Medalla de plata  | Sable por equipos |
| Juegos Europeos    |                       |                   |                   |
| Año                | Lugar                 | Medalla           | Prueba            |
| 2023               | Cracovia (Polonia)    | Medalla de oro    | Sable por equipos |
| Campeonato Europeo |                       |                   |                   |
| Año                | Lugar                 | Medalla           | Prueba            |
| 2014               | Estrasburgo (Francia) | Medalla de plata  | Sable por equipos |
| 2015               | Montreux (Suiza)      | Medalla de plata  | Sable por equipos |
| 2016               | Toruń (Polonia)       | Medalla de plata  | Sable por equipos |
| 2017               | Tiflis (Georgia)      | Medalla de bronce | Sable por equipos |
| 2018               | Novi Sad (Serbia)     | Medalla de bronce | Sable por equipos |
| 2019               | Düsseldorf (Alemania) | Medalla de plata  | Sable individual  |
| 2019               | Düsseldorf (Alemania) | Medalla de bronce | Sable por equipos |
| 2023               | Plovdiv (Bulgaria)    | Medalla de oro    | Sable individual  |
| 2024               | Basilea (Suiza)       | Medalla de oro    | Sable por equipos |